# Niagara Amusement Park & Splash World
Koordinaten: 43° 1′ 39″ N, 78° 58′ 21″ W
Niagara Amusement Park & Splash World ist ein amerikanischer Freizeitpark in Grand Island, New York, und wurde 1961 als Fantasy Island eröffnet. Der Park wird von IB Parks & Entertainment betrieben, die auch die Parks Indiana Beach und Clementon Park betreiben.

## Geschichte
1992 und 1993 wurde der Park unter dem Namen Two Flags Over Niagara Fun Park betrieben.
1994 kaufte Martin DiPietro den Park und nannte den Park in Martin's Fantasy Island um, unter dem Namen der Park bis 2016 betrieben wurde. Schließlich erwarb im Mai 2016 die Apex Park Group den Park. Ab dem darauffolgenden Jahr wurde der Park wieder unter dem ursprünglichen Namen Fantasy Island bis 2020 betrieben. 2021 erwarb Gene Staples den Park und seitdem wird der Park unter dem heutigen Namen betrieben.

## Achterbahnen
| Name         | Typ                            | Hersteller                    | Eröffnungsjahr | Bemerkungen | Weblinks |
| ------------ | ------------------------------ | ----------------------------- | -------------- | --- | -------- |
| Miner Mike   | Familienachterbahn             | Wisdom Rides                  | 2024           | Die Bahn wurde ursprünglich 2007 in Knucklehead's Bowling & Family Entertainment eröffnet und fuhr dort bis April 2023. |          |
| Serpent      | Zyklon                         | S.D.C.                        | 2024           | Die Bahn wurde ursprünglich 1987 als Galaxy in Noble Park Funland eröffnet und fuhr dort bis 1988. Sie kam nach LeSourdsville Lake Amusement Park, um dort von 1989 bis 2002 als Serpent ihre Runden zu drehen. Von 2009 bis 2019 fuhr die ebenfalls als Serpent in Press Play 989, stand dann aber noch bis 2021 im Park. |          |
| Silver Comet | Holzachterbahn, Hybrid Coaster | Custom Coasters International | 1999           | |          |

### Ehemalige Achterbahnen
| Name                    | Typ                                 | Hersteller                 | Eröffnungsjahr   | Schließungsjahr | Bemerkungen                                                          | Weblinks |
| ----------------------- | ----------------------------------- | -------------------------- | ---------------- | --------------- | -------------------------------------------------------------------- | -------- |
| Crazy Mouse             | Wilde Maus, Spinning Coaster        | Zamperla                   | 2005             | 2019            | War anschließend in den Jahren 2020 und 2021 eingelagert in Boomers. |          |
| Dragon                  | Familienachterbahn, Powered Coaster | Zamperla                   | unbekannt        | vermutlich 1988 |                                                                      |          |
| Little Dipper           | Kinderachterbahn                    | vermutlich Allen Herschell | 1974 oder früher | vermutlich 1994 |                                                                      |          |
| Max’s Doggy Dog Coaster | Big Apple                           | SBF Visa Group             | 2013             | 2019            | War anschließend in den Jahren 2020 und 2021 eingelagert in Boomers. |          |
| Orient Express          | Kinderachterbahn                    | Wisdom Rides               | 1998             | 2003            |                                                                      |          |
| Orient Express          | Familienachterbahn                  | Wisdom Rides               | 2019             | 2019            |                                                                      |          |
| Wildcat                 | Stahlachterbahn ohne Inversionen    | Schwarzkopf GmbH           | 1974             | 2004            |                                                                      |          |